# Wladimir Dmitrijewitsch Nabokow

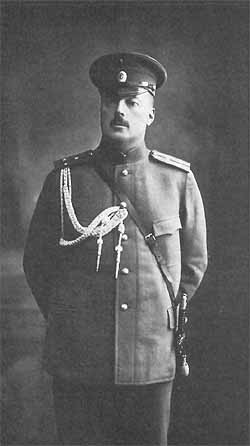
Wladimir Dmitrijewitsch Nabokow als Oberleutnant und Bataillonsadjutant (1914)

Wladimir Dmitrijewitsch Nabokow  (russisch Владимир Дмитриевич Набоков; Betonung: Wladímir Dmítrijewitsch Nabókow;* 9.jul. / 21. Juli 1870greg. in Zarskoje Selo; † 28. März 1922 in Berlin) war ein russischer Jurist, Journalist und liberaler Politiker der Konstitutionell-Demokratischen Partei Russlands (Kadetten). Er war der Vater des russisch-amerikanischen Schriftstellers Vladimir Nabokov.

## Leben

### Im Russischen Kaiserreich
Nabokow war der Spross einer russischen Adelsfamilie, die sich bis ins 14. Jahrhundert zurückführen lässt. Sein Vater Dmitri Nikolajewitsch Nabokow (1826–1904) war von 1878 bis 1885 Justizminister in den Regierungen Alexanders II. und Alexanders III. Der Spekulation Andrew Fields, er sei in Wahrheit ein unehelicher Sohn des Zaren oder dessen Bruder, wird heute kein Gewicht beigemessen. Nachdem Nabokow das Gymnasium 1887 mit Auszeichnung abgeschlossen hatte, studierte er in St. Petersburg, anschließend in Halle und Leipzig Jura. Während seiner Studentenzeit in Russland nahm er an einer Demonstration für universitäre Autonomie teil und kam für vier Tage in Haft. Das Angebot, das Gefängnis noch am selben Tag zu verlassen, schlug er aus, weil es nur ihm als Sohn des ehemaligen Justizministers galt und nicht auch seinen Kommilitonen.

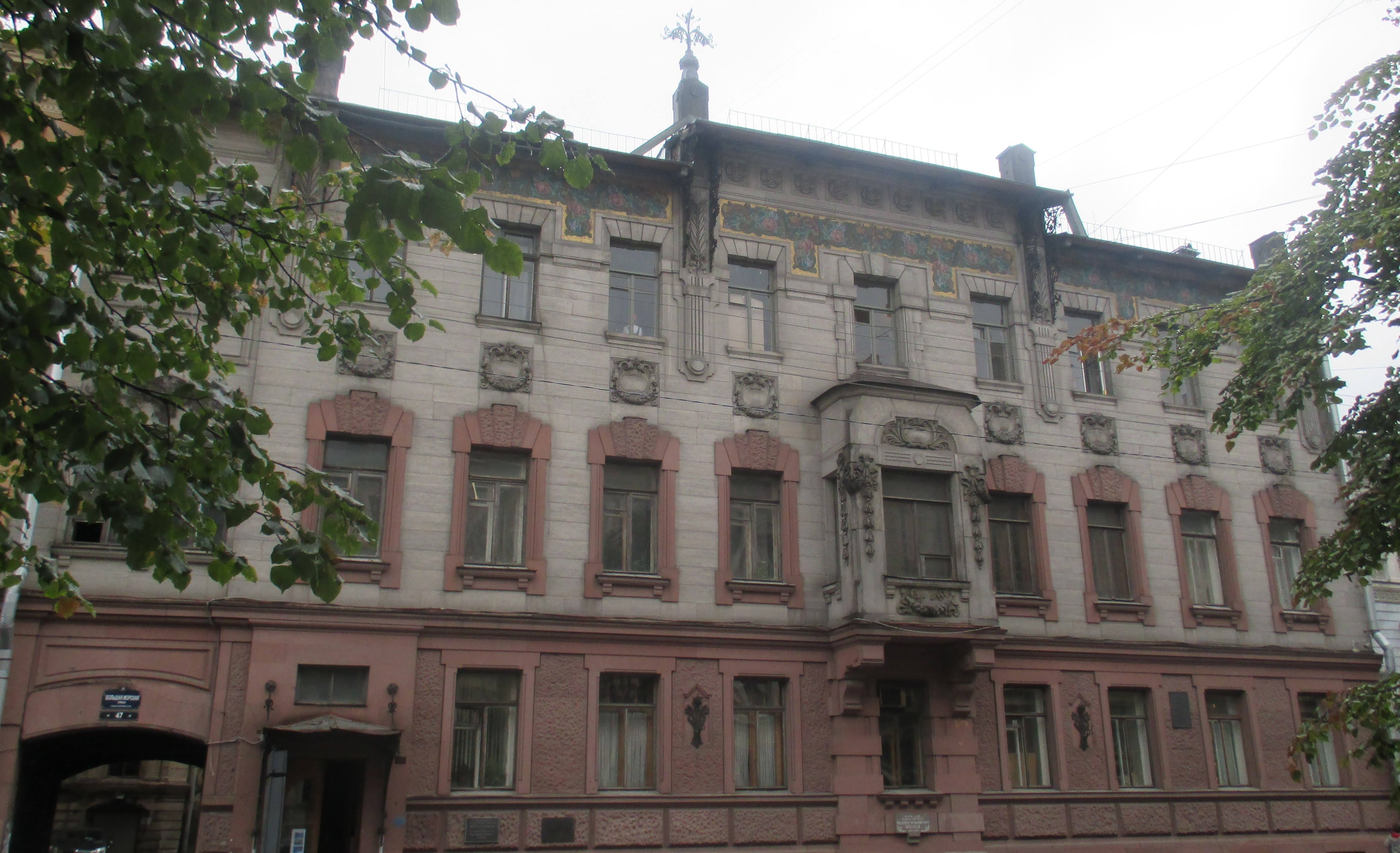
Nabokows Stadthaus in der Morskaja-Straße 47 in St. Petersburg, Aufnahme von 2014

Von 1896 an lehrte Nabokow an der Kaiserlichen Schule für Jurisprudenz. Er sprach sich gegen die Kriminalisierung der Homosexualität aus und trat wiederholt gegen den in Russland verbreiteten Antisemitismus auf. Nachdem er 1904 in der juristischen Fachzeitschrift Prawo („Das Recht“, russ.: Право), die er 1898 gegründet hatte, einen kritischen Artikel über den Judenpogrom von Chișinău und dessen Förderung durch die Polizei veröffentlicht hatte, verlor er den Rang eines Kammerjunkers, den er seit 1895 innegehabt hatte. Die entsprechende Uniform, die er nun nicht mehr benötigte, bot er per Zeitungsinserat zum Verkauf an. Kurz zuvor hatte er 1904 die Abschlusssitzung des ersten Nationalkongresses der Semstwo, der lokalen Selbstverwaltungen Russlands, in seinem prächtigen Haus an der St. Petersburger Morskaja-Straße tagen lassen: Die zaristische Regierung hatte die Veranstaltung nur unter der Maßgabe genehmigt, dass sie in Privathäusern stattfand. Als die Leitung der Kaiserlichen Schule bei ihm anfragte, wie er seine Lehrtätigkeit dort mit politischer Agitation vereinbaren könne, verwahrte er sich gegen die Überwachung seiner außerdienstlichen Aktivitäten und quittierte den Dienst.

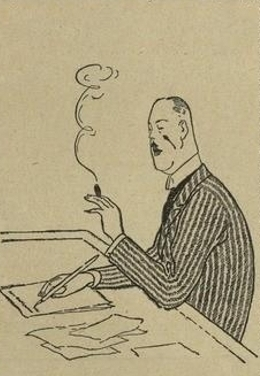
Wladimir Dmitrijewitsch Nabokow. Karikatur aus dem Jahr 1911

In der Folgezeit betätigte sich Nabokow als Kriminologe und Journalist und setzte sich für ein liberales Strafrecht und gegen die Todesstrafe ein. Von 1905 bis 1917 war er Vorsitzender der russischen Sektion der Internationalen Gesellschaft für Kriminologie, von 1906 bis 1917 gab er die liberale Tageszeitung Retsch („Die Rede“, russ. Речь) heraus. Er gehörte der Konstitutionell-Demokratischen Partei an, den so genannten „Kadetten“ und wurde nach der Revolution 1905 in die erste Duma gewählt. Gegen deren Auflösung durch Kaiser Nikolaus II. protestierte er gemeinsam mit anderen führenden Kadetten öffentlich im Wyborger Manifest vom 9. Julijul. / 22. Juli 1906greg., was ihm 1908 eine dreimonatige Haftstrafe und den Verlust seines Wahlrechts einbrachte. 1913 veröffentlichte er in Retsch einen kritischen Artikel über die Beilis-Affäre, einen angeblichen Ritualmord in Kiew. Der beschuldigte Jude wurde freigesprochen, Nabokow zu einer Geldstrafe von 100 Rubel verurteilt.
Bei Ausbruch des Ersten Weltkriegs wurde Nabokow eingezogen und war Bataillonsadjutant, später Regimentsadjutant in Staraja Russa, später in Wyborg und zuletzt in Haynasch tätig. Im September 1915 wurde er ins Asiatische Ressort des russischen Generalstabs versetzt und lebte wieder in Petrograd. Im Februar 1916 reiste er als Korrespondent der Retsch nach Frankreich und England. In mehreren Artikeln, die auch als Buch erschienen, lobte er die Demokratie der Verbündeten Russlands, wogegen die Zensur des autokratisch regierten Zarenstaates nichts einwenden konnte.

### In der Russischen Revolution
Die Februarrevolution 1917 begrüßte Nabokow sehr, auch wenn er während ihres gewalttätigen Beginns lieber zu Hause blieb, da Offizieren auf der Straße die Schulterstücke abgerissen wurden. Am 17. Februarjul. / 2. März 1917greg. war er an der Formulierung des Schreibens beteiligt, mit dem Großfürst Michail Romanow, der Bruder des Zaren, auf den Thron verzichtete. Nikolaus II. war eigentlich zu dessen Gunsten zurückgetreten, doch hatte er sich bewegen lassen, die Nachfolge nicht anzunehmen. Um den Text entspann sich eine heftige Auseinandersetzung mit dem nachmaligen Außenminister der Provisorischen Regierung, Pawel Miljukow, der verlangte, Nabokow solle ein Abdankungsschreiben formulieren. Dieser betonte aber, dass die Entscheidung Nikolaus‘ II., Michail und nicht seinen Sohn Alexei Romanow zum Nachfolger zu machen, nicht verfassungsgemäß sei. Mit einem Abdankungsschreiben würde man Michail als Kaiser anerkennen, weshalb es sich nur um einen Thronverzicht handeln könne. Mit dieser Auffassung konnte sich Nabokow durchsetzen. Der Text basierte auf einem Entwurf Nikolai Nekrassow, doch da alle beteiligten Personen von den sich überstürzenden Ereignissen überfordert und übernächtigt waren, hatte man Nabokow hinzugebeten. Mit dem von ihm gemeinsam mit Boris Emanuilowitsch Nolde und Wassili Schulgin formulierten Text endete die Herrschaft der Romanows und der Weg war frei für die Provisorische Regierung.
In der Folge wurde Nabokow im Range eines Staatssekretärs zum Geschäftsführer der Provisorischen Regierung ernannt, was etwa einem Kanzleichef entspricht. Er hatte die Sitzungen und das Gesetzgebungsverfahren zu koordinieren. Leo Trotzki rechnet ihn zu den „Inspiratoren“ der Provisorischen Regierung. Bereits im März 1917 will er laut seinen Memoiren gegenüber Kriegsminister Alexander Gutschkow die Idee eines Separatfriedens mit dem Deutschen Reich ventiliert haben, dessen Truppen tief auf russischem Territorium standen. Dem widerspricht Trotzki mit dem Hinweis, dass Nabokow noch im August 1917 auf einer Konferenz der Abgeordneten aller Dumas in Moskau „‚schon den Gedanken an die Möglichkeit eines Separatfriedens‘ weit von sich gewiesen“ habe.
Ab Frühjahr 1917 war Nabokow im Rechtsausschuss der Provisorischen Regierung, in einer Kommission zur Revision des Strafgesetzbuches und im Gremium zur Ausarbeitung des Gesetzes zur Wahl zur Russischen konstituierenden Versammlung, tätig. Nach dem Juliaufstand der Bolschewiki sprach sich Nabokow dagegen aus, dass sich die Kadetten aus der Provisorischen Regierung zurückzogen.
Den Sturm auf den Winterpalast erlebte Nabokow als unspektakulär: Er hatte am Morgen durch sein Dienstmädchen vom Aufstand des Militärisch-revolutionären Komitees erfahren und daraufhin mit einigen Mühen das Präsidium des Rats der Republik, in dem alle Parteien vertreten waren, und den Winterpalast besucht, wo die Provisorische Regierung tagte. Nachdem er dort nur auf Ratlosigkeit und Mangel an Entschlusskraft gestoßen war, verließ er das Gebäude wieder, nur wenige Minuten, bevor die bolschewistischen Matrosen die noch anwesenden Regierungsmitglieder verhafteten.
Gemeinsam mit Nikolaj Nikolajewitsch Awinow war Nabokow Vorsitzender des Wahlausschusses für die Konstituierende Versammlung geworden. Als solcher verfasste er nach der Oktoberrevolution einen Aufruf, in dem er vor „Anarchie und Terror“ der Bolschewiki warnte und darauf beharrte, die für den 30. Oktoberjul. / 12. November 1917greg. festgelegten Wahlen müssten stattfinden. Die Zeitungen, die diesen Aufruf veröffentlichten, wurden daraufhin verboten, die Redaktionsräume von Nabokows Retsch verwüstet. Die Wahlen fanden gleichwohl statt, zogen sich aber wegen der revolutionären Unruhen bis Ende November hin. Am 10. Novemberjul. / 23. November 1917greg. wurde Nabokow mit etwa zwölf Mitgliedern des Wahlausschusses, die den Kadetten angehörten, inhaftiert. Die Gruppe wurde in einer engen Kammer im Smolny-Institut, dem Sitz des Petrograder Sowjets, festgehalten, die nur zwei Bettstätten enthielt. Verwandte und Freunde brachten ihr Lebensmittel und Decken, nach fünf Tagen wurde sie ohne Angaben von Gründen freigelassen. Am 14. Novemberjul. / 27. November 1917greg. nahm Nabokow an einer Sitzung des Wahlausschusses teil, bei der der führende Bolschewik Moissei Urizki die Teilnehmer aufforderte auseinanderzugehen, doch sie weigerten sich. Tags darauf erfuhr Nabokow von einem Dekret von Lenins Rat der Volkskommissare, wonach Angehörige der Kadetten zu verhaften und vor Gericht zu stellen waren.
Nabokow entzog sich seiner Verhaftung noch am gleichen Tag und floh aus Petrograd nach Haspra auf der Krim, wo Sofja Panina bereits seiner Familie Obdach gewährte. Er übernahm in der Regierung des weißen Generals Anton Denikin das Justizressort, doch waren seine Kompetenzen beschränkt, weshalb er sich selbst spöttisch als „Minimaljustizminister“ bezeichnete. Nach einem erfolglosen Versuch, wieder nach Petrograd zu gelangen, kehrte er im Sommer 1918 auf die Krim zurück und schrieb seine Memoiren über die Russische Revolution, die 1922 im ersten Band der in einem Berliner Emigrantenverlag publizierten Schriftenreihe Archiv russkoj revoljuzii (Archiv der russischen Revolution) erschien sind.

### Exil und Tod
Angesichts der sich abzeichnenden Niederlage der Weißen im Bürgerkrieg ging Nabokow Anfang 1919 ins Exil. Vorübergehend lebte er in London, dann in Berlin, wo er einer der Herausgeber der liberalen Emigrantenzeitung Rulʹ („Das Steuerruder“, russ.: Руль) war. In seinen Aufzeichnungen aus der Zeit nach der Oktoberrevolution finden sich abfällige Äußerungen gegen die unter den Bolschewiki überproportional vertretenen Juden, so etwa über Moissei Urizki, dem Nabokow eine „freche jüdische Physiognomie“ attestierte. Das Narrativ eines angeblich jüdischen Bolschewismus war unter russischen Emigranten verbreitet.

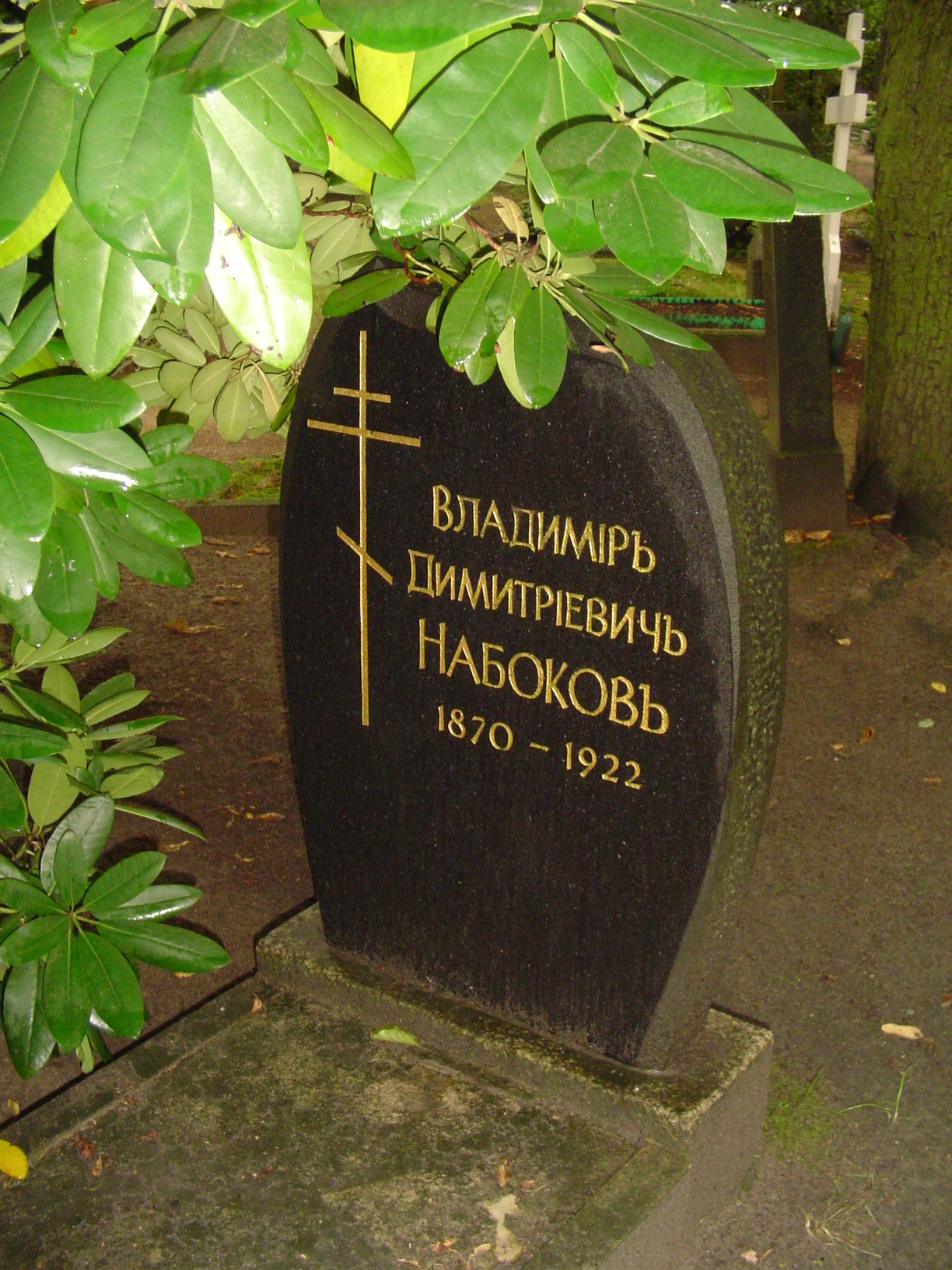
Das Grab

In Berlin wehrte sich Nabokow publizistisch gegen die strategische Neuausrichtung der Kadetten, die Pawel Miljukow in seinem Pariser Exil vorgeschlagen hatte, nämlich bei der Bekämpfung der Bolschewiki mit den Sozialrevolutionären zusammenzuarbeiten. Nabokow obsiegte, Miljukow blieb er freundschaftlich verbunden und lud ihn nach Berlin ein. Bei dessen Vortrag in der alten Berliner Philharmonie verübte Pjotr Schabelski-Bork, ein monarchistischer Exilrusse, ein Revolverattentat auf Miljukow, dem er verübelte, dass dieser angeblich die Ehre der Kaiserin Alexandra beleidigt habe. Nabokow rang ihn nieder und entriss ihm die Waffe, doch ein zweiter Attentäter namens Sergei Taborizki trat herzu und feuerte dreimal auf Nabokow. Er war nach wenigen Sekunden tot, Miljukow überlebte unverletzt. Die Täter, rechtsradikale russische Emigranten, waren Mitglieder der „Aufbau-Vereinigung“, die die Protokolle der Weisen von Zion, eine antisemitische verschwörungstheoretische Schmähschrift, nach Deutschland gebracht hatten. Sie wurden festgenommen und wegen Körperverletzung mit Todesfolge zu zwölf bzw. vierzehn Jahren Gefängnis verurteilt. 1927 kamen sie im Rahmen einer Amnestie frei. Im Mai 1936 ernannte das NS-Regime Taborizki und Schabelski-Bork zum Stellvertreter bzw. Sekretär Wassili Biskupskijs, des Leiters der neugegründeten staatlichen „Russischen Vertrauensstelle in Deutschland“. Taborizki arbeitete nach dem deutschen Einmarsch in die Sowjetunion mit der Gestapo zusammen. Nabokow wurde am 1. April 1922 auf dem Russischen Friedhof in Berlin-Tegel beigesetzt.

## Familie
Nabokow heiratete 1897 Jelena Iwanowna Rukanischnikowa, die Tochter eines benachbarten Gutsbesitzers an der Oredesch, wo er ein Landgut besaß. Gemeinsam hatten sie fünf Kinder:
- Vladimir (1899–1977), den bekannten Schriftsteller,
- Sergej (1900–1945), der im KZ Neuengamme umkam,[33]
- Olga (1903–1978),[34]
- Jelena (1906–2000)[35] und
- Kirill (1911–1964).[36]

## Nachleben
Wladimir Dmitrijewitsch Nabokow begegnet man wiederholt in den literarischen Werken seines Sohnes Vladimir Nabokov, für den die Ermordung des Vaters ein Trauma darstellte. In seinen Memoiren setzt er seinem Vater ein literarisches Denkmal, zeigt sich aber außerstande, dessen Tod zu erzählen: Er habe sich am 28. März 1922 mit seiner Mutter über die Italienlyrik Alexander Bloks unterhalten, „als das Telephon klingelte.“ Damit bricht die Schilderung ab. In Nabokovs Roman Die Gabe von 1938 versucht der Protagonist eine Biographie seines verschwundenen Vaters zu schreiben. In Das wahre Leben des Sebastian Knight kommt der Vater des Protagonisten bei einem Duell ums Leben. Das Motiv des Revolverattentats, bei dem irrtümlich jemand anderes als das eigentlich ins Auge gefasste Opfer ums Leben kommt, spielt in Nabokovs Roman Fahles Feuer von 1962 eine Rolle.

## Werke (Auswahl)

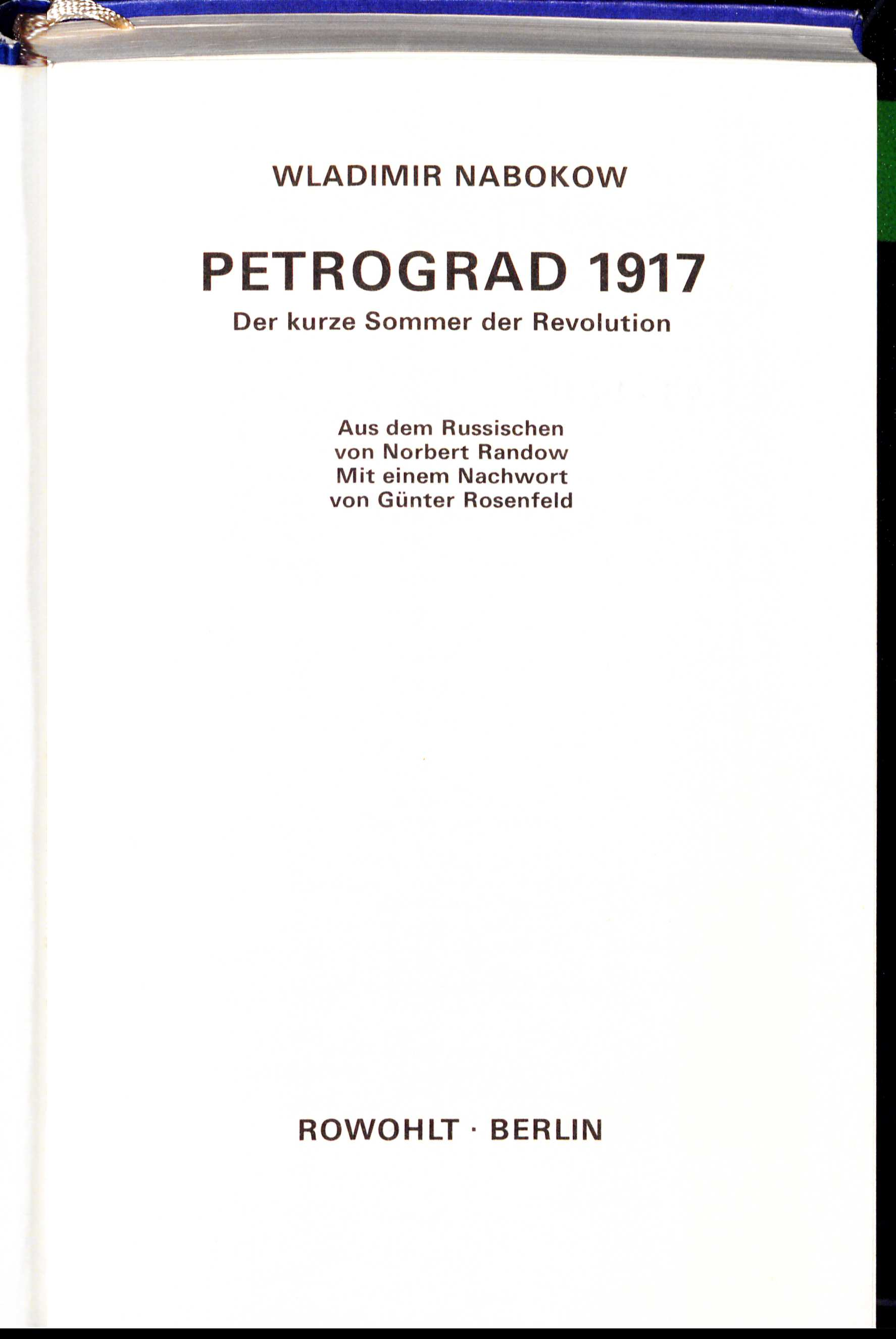
Petrograd 1917

- Petrograd 1917. Der kurze Sommer der Revolution. Aus dem Russischen von Norbert Randow, Vorwort von Vladimir Nabokov, Nachwort und Glossar von Günter Rosenfeld. Rowohlt, Berlin 1992, ISBN 3-87134-049-9
- Die Homosexualität im russischen Strafgesetzbuch. In: Jahrbuch für sexuelle Zwischenstufen, 1903, S. 1159–1171